# Suzy Batkovic
Suzy Rose Batkovic, coniugata Brown (Newcastle, 17 dicembre 1980), è un'ex cestista australiana, professionista nella WNBA.

## Carriera
È stata selezionata dalle Seattle Storm al secondo giro del Draft WNBA 2003 (22ª scelta assoluta).
Con l'Australia ha disputato tre edizioni dei Giochi olimpici (Atene 2004, Pechino 2008, Londra 2012), i Campionati mondiali del 2002 e tre edizioni dei Campionati oceaniani (2003, 2011, 2015).